# Happy birthday, baby
Happy birthday, baby es el 61er episodio de la serie de televisión norteamericana Gilmore Girls.

## Resumen del episodio
Al anunciarle a sus abuelos la decisión de ir a Yale, Rory recibe una respuesta alegre de ambos; con motivo del cumpleaños de Lorelai, Rory planea para que preparen la pizza más grande del mundo, aunque en su intento Kirk sufre graves quemaduras. Mientras tanto, Lorelai se encarga de que el funcionamiento de la posada Independence se regularice, y Michel y Tobin empiezan a competir por quién le dará el mejor regalo a Lorelai; aunque es Richard quien le da algo mejor, un cheque por $75,000 de una inversión que él hizo cuando Lorelai nació. En la cena del viernes, y luego de pasar buenos momentos con sus padres, Lorelai le entrega un cheque a su madre donde le está pagando lo prestado para Chilton. Emily no lo toma muy bien, pues eso le da a entender que su hija está rompiendo el compromiso de las cenas de los viernes, y todo acaba mal, ya que Emily se molesta con Richard por haberle dado el dinero a Lorelai. Luke confronta a Jess por dejar de ir a la escuela, aunque sin resultados; pero después Jess descubre que le han robado su auto. Durante la cena con los padres de Nicole, Luke les causa una mala impresión sobre el tema de los hijos.
- Datos: Q5892194